# Gamhariya Birta
Gamhariya Birta – gaun wikas samiti w środkowej części Nepalu  w strefie Narajani w dystrykcie Rautahat. Według nepalskiego spisu powszechnego z 2001 roku liczył on 948 gospodarstw domowych i 5919 mieszkańców (2856 kobiet i 3063 mężczyzn).